# Abstract Truth
Abstract Truth era il nome di una band rock progressivo formatosi a Durban, Sudafrica, nel 1969. La band era nata per iniziativa di Kenneth Edward Henson.

## Componenti le varie formazioni
- Kenny Henson (chitarra, voce)
- Peter Measroch (tastiere, flauto, voce)
- Mike Dickman (chitarra, voce)
- Robbie Pavid (percussioni)
- Ian Bell (flauto)
- Brian Gibson (basso, voce)
- Sean Bergin (flauto, sassofono)
- Robbie Pavid (batteria)
- George Wolfaardt (basso, flauto, batteria, voce)
- Brian Alderson (tastiere)
- Harry Poulos (chitarra)
- Eric Dorr (flauto)
- Ramsay Mackay (basso)

## Discografia

### Album
- 1970 – Silver Trees (EMI Parlophone)
- 1970 – Totum (Parlophone / Uptight)

### Compilation
- 1970 – Cool Sounds For Heads (EMI Parlophone), compilation con un inedito

### Singoli
- 1970 – Jersey Thursday / Scarborough Fair (Uptight / EMI)